# 야하타 제철소

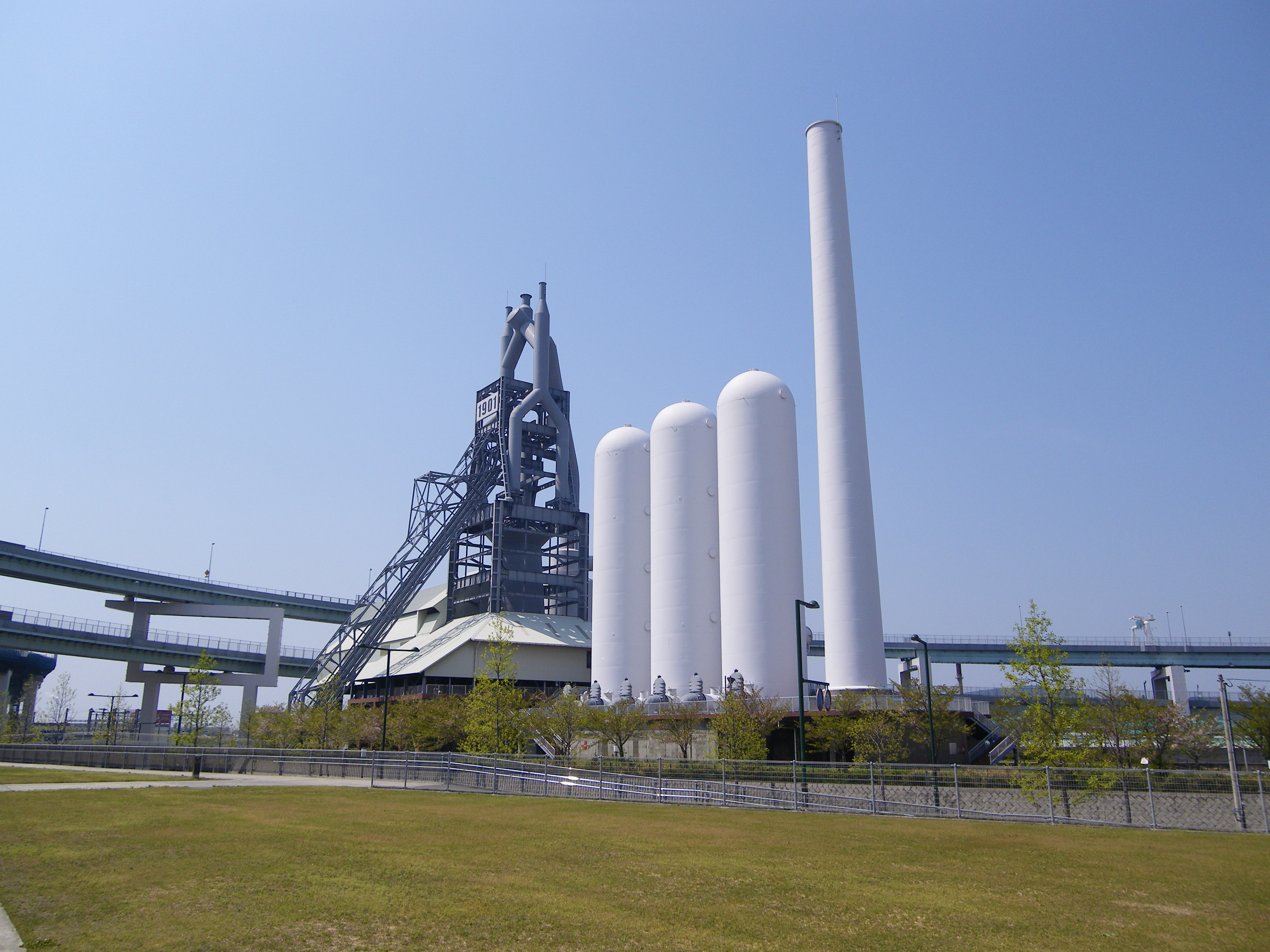
히가시다 제1제철로.

야하타 제철소(일본어: 八幡製鐵所 야하타 세이텟쇼[*])는 일본의 제철소 중 하나이다. 후쿠오카현 기타큐슈시에 있으며, 도바타구에 있는 시설과 야하타히가시구에 있는 시설들을 모두 통틀어 이르는 말이다. 신일본주금 (구 신닛폰 제철)에서 관리하고 있다.
1901년에 일본 정부에서 직접 세운 관영 제철소로 시작했다. 이는 1887년부터 영업을 시작한 이와테현 가마이시시의 가마이시 광산 다나카 제철소에 이어 일본에서는 두 번째로 세워진 것이었다. 제2차 세계 대전 전까지 일본내 철강 생산량의 반 이상을 책임지고 있었으며, 1934년부터는 민관 협동으로 세워진 일본 제철이 관리하다가, 전쟁 이후 야하타 제철을 거쳐 1970년에는 야하타 제철과 후지 제철의 합병으로 새롭게 태어난 신일본제철에서 관리하게 됐다.

## 같이 보기
- 미이케 탄광
- 일본 본토 공습